# Irénée Peyrot
Irénée Peyrot (* 1972 in Lyon) ist ein französischer Kirchenmusiker und Organist.

## Leben

### Ausbildung
Irénée Peyrot studierte die Fächern Orgel und Bratsche am Conservatoire de Lyon und am Conservatoire de Saint-Étienne. Seine Leistungen wurden mit einem ersten Preis bewertet. Es folgte ein Studium der Kirchenmusik an der Musikhochschule Lübeck bei Martin Haselböck, welches er mit dem A-Examen abschloss. Bereits während dieser Zeit war Peyrot Assistenzorganist an der Lübecker St.-Jakobi-Kirche tätig. Er zog in die Bundesrepublik, weil hauptamtliche, zur Finanzierung des Lebensunterhalts ausreichende Kirchenmusikerstellen in Frankreich, von großen, bekannten Kirchen abgesehen, unüblich sind.
Nach Studienabschluss begann für Peyrot eine Zeit intensiver Konzerttätigkeit im In- und Ausland. Einen Schwerpunkt seines Repertoires bildet die Interpretation der Werke Regers, im Besonderen dessen Transkriptionen von Bachs Klavierwerken.

### Kantor in Ahrensburg
Von 2002 bis 2004 war Irénée Peyrot Organist und Kantor an der Johannes-Kirche zu Ahrensburg. Es gelang ihm in dieser Zeit, eine Ahrensburger Kantorei, einen Posaunenchor und ein Orchester aufzubauen.

### Marktkantor in Halle
Vom 1. Februar 2005 bis 2. Dezember 2023 hatte Irénée Peyrot die Kantorenstelle an der Marktkirche zu Halle (Saale) inne. Eigens für ihn wurde dafür eine A-Kirchenmusikstelle geschaffen. Peyrot gelang es, die zu Beginn nur zwölfköpfige Marktkantorei zu einem großen, tragfähigen Chor auszubauen. Tradition wurden die Aufführung von Johann Sebastian Bachs Johannespassion am Karfreitag und dem Weihnachtsoratorium im Rahmen von Gottesdiensten, wie es zu Zeiten Bachs üblich war. In den Sonntagsgottesdiensten erklangen zahlreiche Kantaten in Zusammenarbeit mit Solisten sowie dem Ensemble concentus musicus Halle.
Peyrot führte den Stellenwert der Orgelmusik an der Marktkirche auf höchstes Niveau. Er initiierte die Konzertreihe Internationaler Orgelsommer, im Rahmen derer jedes Jahr zahlreiche namhafte internationale Organisten konzertierten. Zudem war er an der Belebung der Halleschen Orgelnacht alljährlich als Auftakt der Händel-Festspiele beteiligt. Peyrot selbst spielte von März bis Dezember jeden Dienstag und Donnerstag halbstündliche Orgelmusiken an den beiden Orgeln der Marktkirche, in den Sommermonaten auch samstags. In der Marktkirche spielte Peyrot das Gesamtwerk Max Regers beim Label Querstand auf CD ein.
Neben seiner Kantorentätigkeit hatte Peyrot von 2006 bis 2023 einen Lehrauftrag für Künstlerisches und Liturgisches Orgelspiel an der Evangelischen Hochschule für Kirchenmusik in Halle inne.
Im Januar 2019 wurde Peyrot zum Kirchenmusikdirektor ernannt.
Mitte 2023 kündigte Peyrot an, seine Tätigkeit als Kantor der Marktgemeinde zu beenden. Peyrot wurde am 2. Dezember 2023 im Rahmen eines Gottesdienstes am Vorabend des 1. Advent in der Marktkirche entpflichtet und verabschiedet. Am 12. März 2024 wurde bekanntgegeben, dass Anna Scholl im Sommer 2024 Peyrots Nachfolge antreten wird. Sie wurde am 22. September in ihr Amt eingeführt.
Irénée Peyrot beabsichtigte aus gesundheitlichen Gründen eine berufliche Neuorientierung als Bäcker. Er absolvierte in Frankreich eine entsprechende Ausbildung und trat im Herbst 2024 eine Stelle als Bäcker in Halle an.

## Diskografie
- Johann Sebastian Bach/Max Reger: Klavierwerke für die Orgel. Irénée Peyrot an der Walcker-Orgel im Hans-Sachs-Haus in Gelsenkirchen. Organ (SunnyMoon Distribution), 2000.
- Lionel Feininger: 9 Organisten spielen Fugenkompositionen für Orgel. Dreißig/Dittmer/Marquardt/Modersohn/Peyrot/von Berg/Dalitz/Herrmann/Friedrich. Klaus-Jürgen Kamprad, 2006.
- Chormusik aus Mitteldeutschland. Universitätschor Halle „Johann Friedrich Reichardt“, Irénée Peyrot (Orgel), Anne Well (Violoncello), Ralf Griese (Kontrabass), UMD Jens Lorenz und Dr. Jens Arndt (Ltg.). Martin-Luther-Universität Halle & Stiftung Händelhaus, 2009.
- Samuel Scheidt: Das Orgelwerk – Complete Organ Works, Vol.2. Fagott, 2010.
- DVD: Die Orgeln der Marktkirche Unserer Lieben Frauen Halle/Saale. Fagott, 2011.
- Friedrich Wilhelm Zachow: Das Orgelwerk Kpl. Fagott, 2012.
- Georg Friedrich Händel: Orgelwerke „Kompositionen für Orgel solo“. Irénée Peyrot an der Reichel-Orgel in der Marktkirche zu Halle (Saale). Fagott, 2012.
- Europäische Impressionen. (Chorwerke aus Europa). Universitätschor Halle „Johann Friedrich Reichardt“, Irénée Peyrot (Orgel), Andrzej Mokry (Gitarre), Cristin Claas & l’arc six, Leitung: UMD Jens Lorenz, Jens Arndt, 2012.
- Georg Friedrich Händel: Orgelkonzerte Nr. 1–6 (op. 4 Nr. 1–6). In einer Bearbeitung für Orgel solo von Irénée Peyrot. Irénée Peyrot an der Schuke-Orgel der Marktkirche Unser Lieben Frauen in Halle (Saale). Fagott, 2016.
- Max Reger: Works for Organ. Irénée Peyrot an der Schuke-Orgel der Marktkirche Halle. Querstand, 2020.
- Carl Loewe und die Orgel. Irénée Peyrot an der Orgel der Stadtkirche St. Petri zu Löbejün. Querstand, 2021.